# 电荷转移配合物

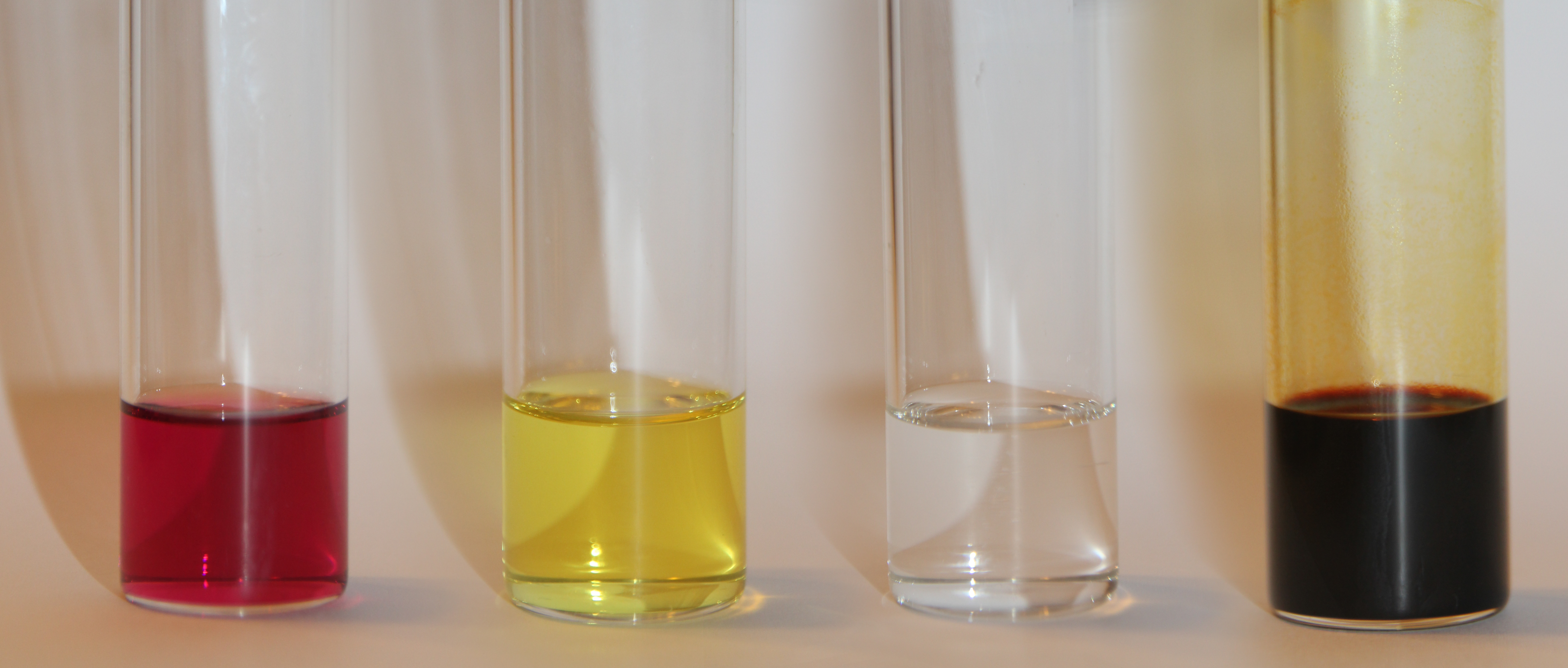
电荷转移配合物的示意图。从左到右：(1) 碘溶解在二氯甲烷中，不生成电荷转移配合物；（2）在加入过量PPh_{3}后的几秒，电荷转移配合物正在生成；(3) 一分钟之后，电荷转移配合物[Ph_{3}PI]^{+}I^{−}生成；(4) 加入过量碘，生成[Ph_{3}PI]^{+}[I_{3}]^{−}。

电荷转移配合物（charge-transfer complex, CT complex）是两个或两个分子以上或者一个大分子的不同部分的、有电荷转移作用的配合物。其中提供电子的一方叫做电子给体，接受电子的一方叫做电子受体。如SO2·I2是一个电荷转移配合物。